# Iglesia de Nuestra Señora de los Ángeles (Fuensaúco)
Las iglesia de Nuestra Señora de los Ángeles es una iglesia románica que se encuentra en Fuensaúco (Provincia de Soria, Castilla y León, España).
Destaca por ser un edificio de buena hechura y por los merlones o almenas que le confieren ese aspecto de fortaleza. Perteneciente al románico tardío, datable en el XIII, enlazando ya con el incipiente gótico merced a las bóvedas de recia crucería de su crucero. Es considerado como uno de los edificios románicos más interesantes y mejor conservados de la provincia de Soria.

## Historia
Fuensaúco es una pequeña población que dista de la ciudad de Soria una docena de kilómetros por la carretera que conduce hacia Ágreda. Tras ser repoblada la zona desde 1119 por el rey Alfonso I de Aragón, Fuensaúco y la comarca se integraron en el reino de Castilla tras la muerte de aquel monarca en 1134, formando parte de la Comunidad de Villa y Tierra de Soria.
El templo es obra románica, de época algo avanzada, como sugiere entre otros aspectosla bóveda del tramo anterior de la nave con importante bóveda de ojivas siguiendo soluciones que se ven en modelos franceses de bóvedas de nervios y otros detalles que se ven también en Huerta, la catedral de El Burgo de Osma, San Juan de Duero o Santo Domingo de Soria.

## Descripción
Se trata de una iglesia-fortaleza almenada, con paso de ronda y atractiva espadaña. La puerta del muro norte da paso a una escalera de caracol próxima a la espadaña, lleva al paso de ronda situado en la techumbre del edificio. El exterior es llamativo por la correcta estereotomía de la piedra de cantería, animando la cabecera mediante dos columnas adosadas que dividen al ábside en tres paños en cuyo centro se abren sendas ventanas románicas. Aunque con la sobriedad de su cronología tardía no faltan motivos figurativos en algunos capiteles, predominando lo geométrico aun en el tratamiento de vegetales. La puerta de acceso está en el centro del costado meridional, con cuatro arquivoltas. 
La fábrica de la iglesia es de nave única rematada con fondo absidal semicircular precedido de un corto tramo recto, y arco triunfal apuntado. La nave tiene tres tramos, de los que el anterior ya citado tiene bóveda con ojivas. Los dos tramos posteriores están cubiertos con una bóveda seguida de cañón apuntado. Custodia un par de pilas bautismales y una pila de agua bendita románicas y un retablo del siglo XVII.

## Galería

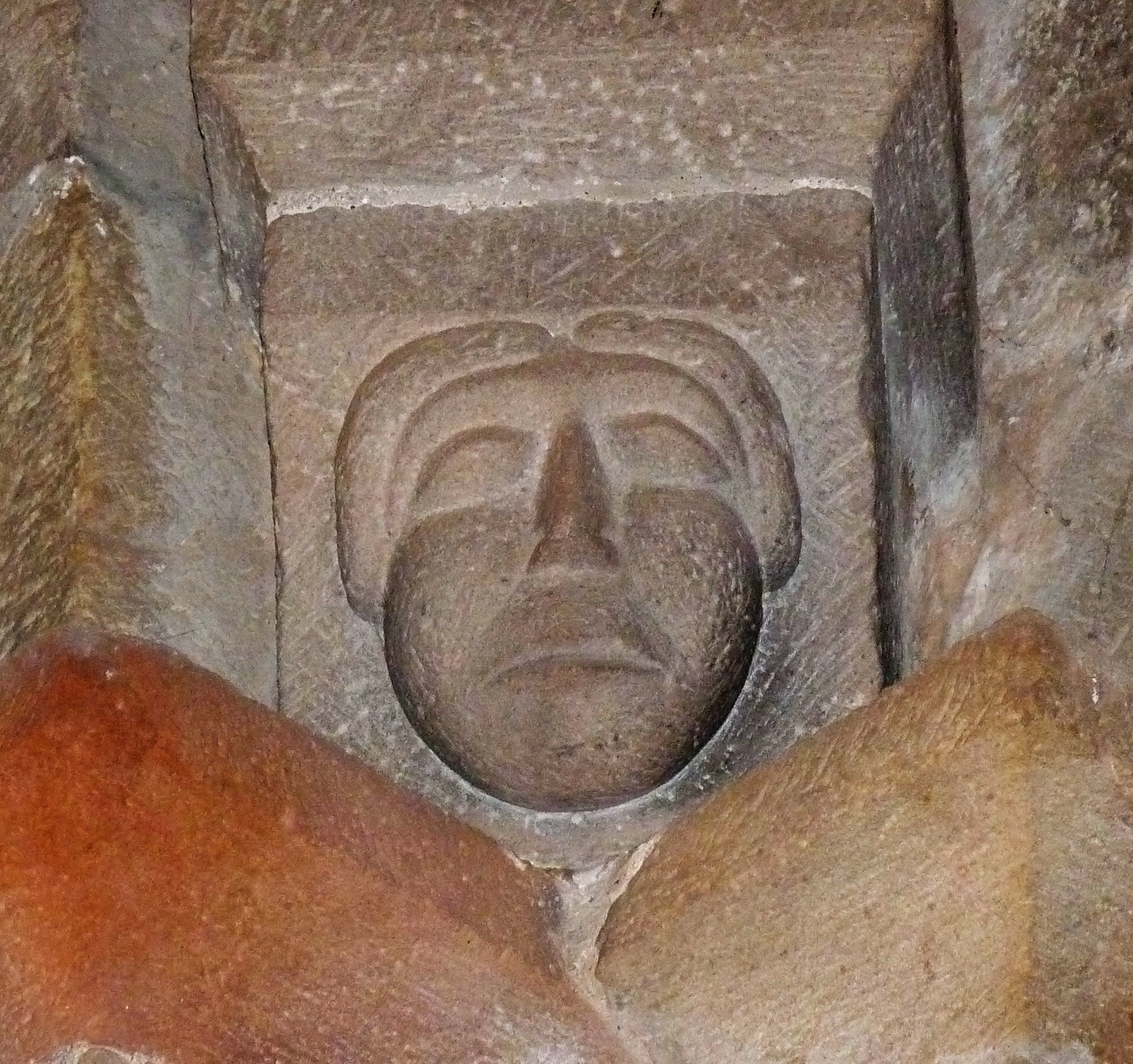
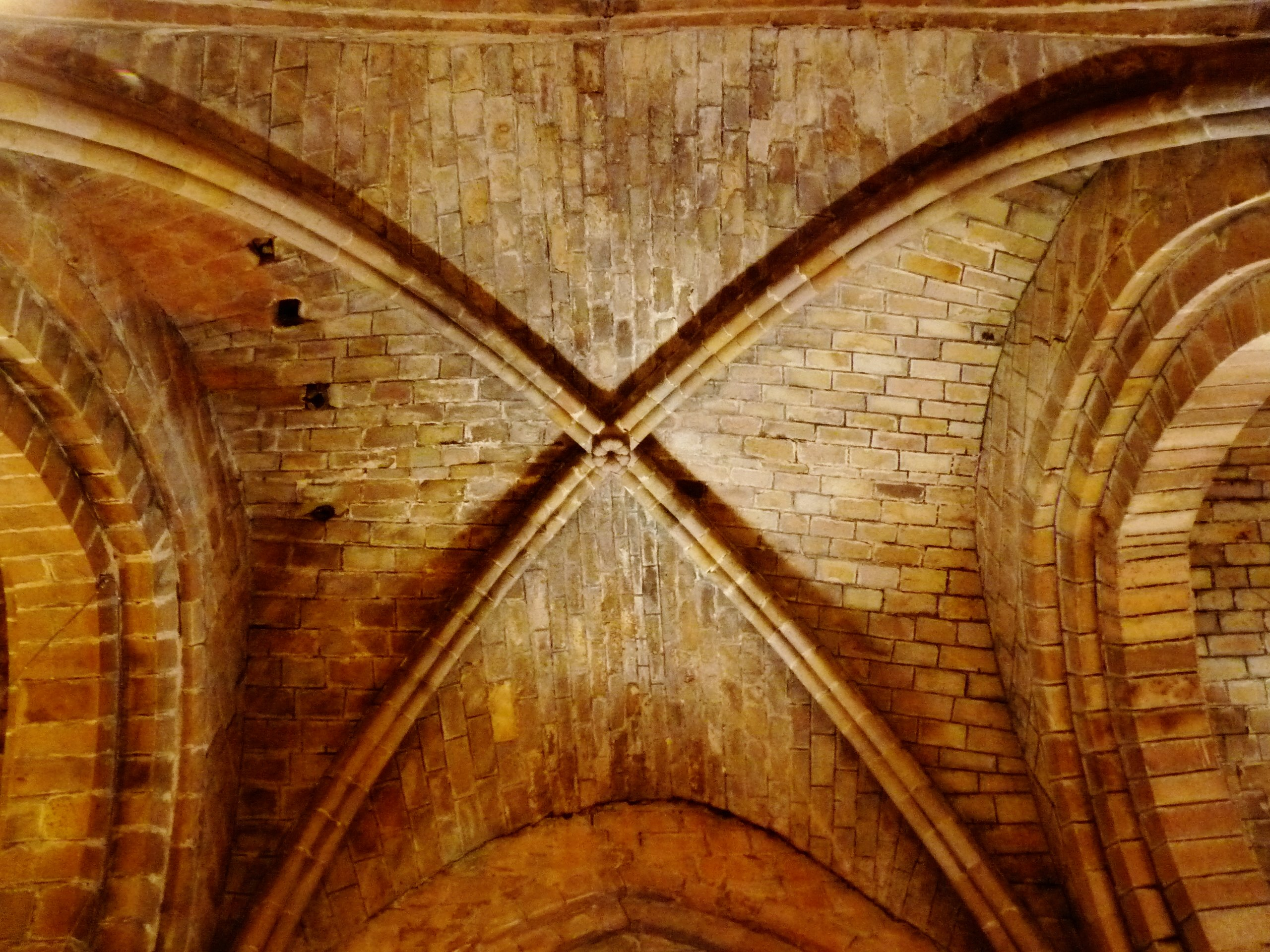
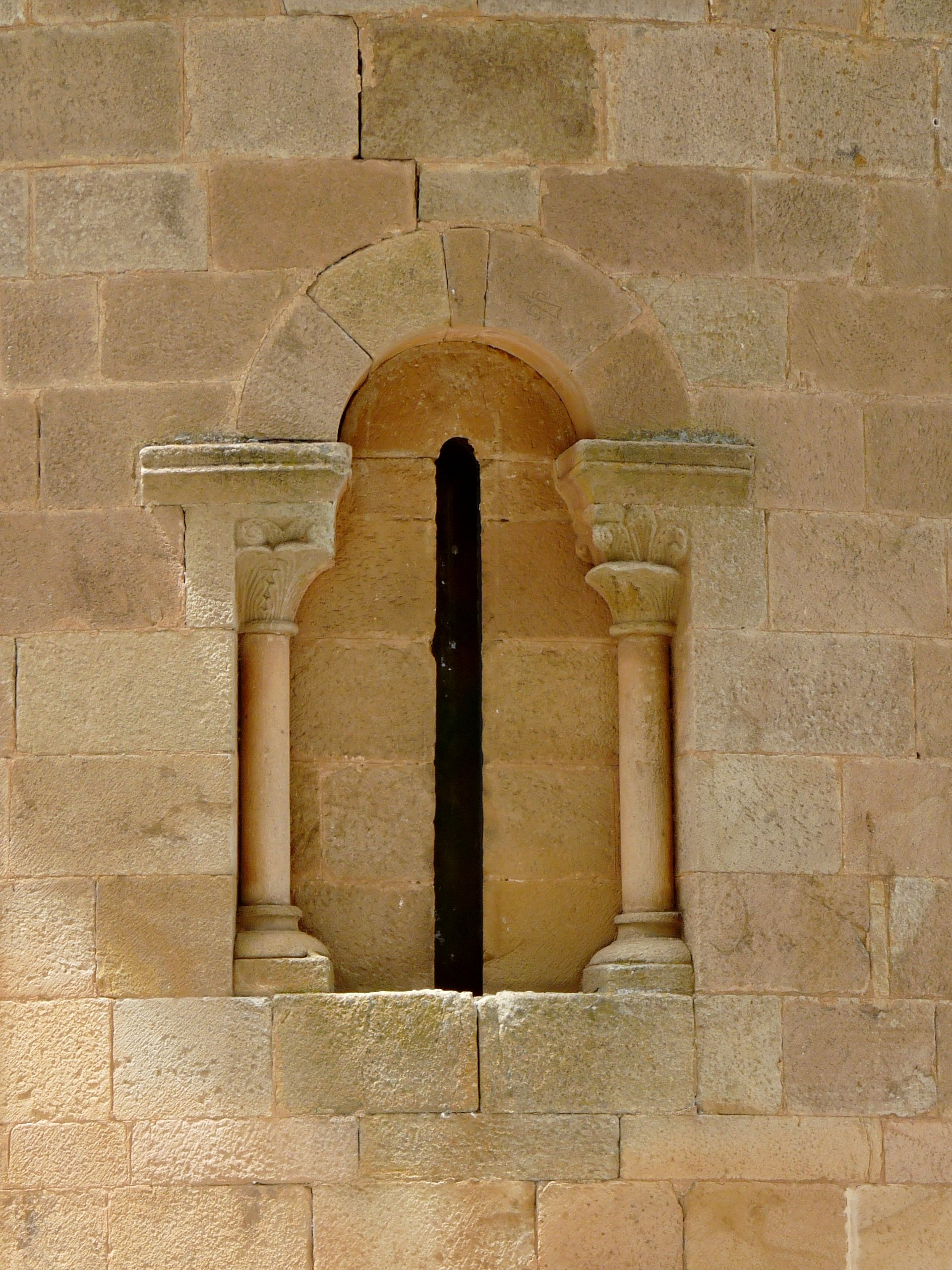
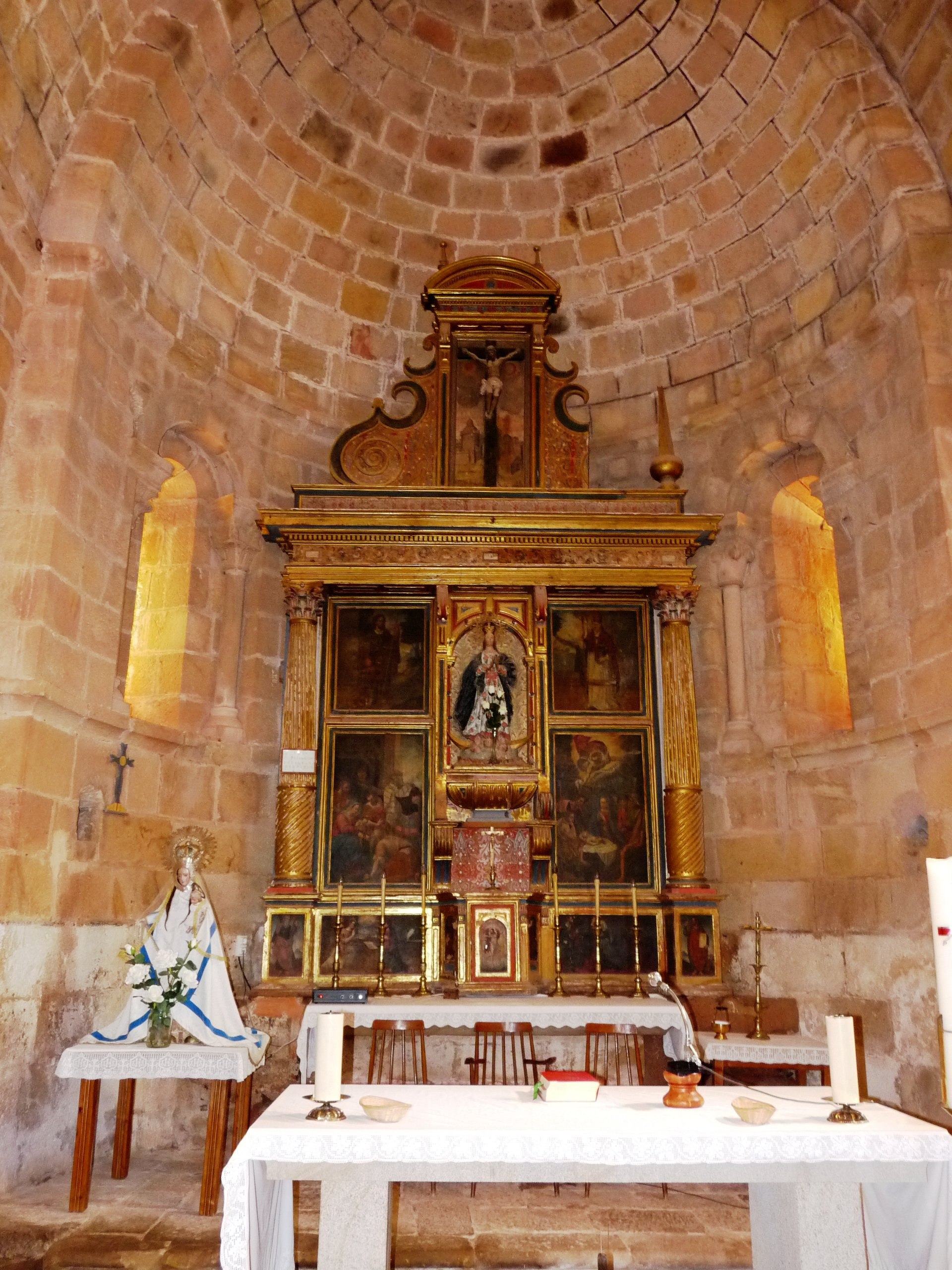
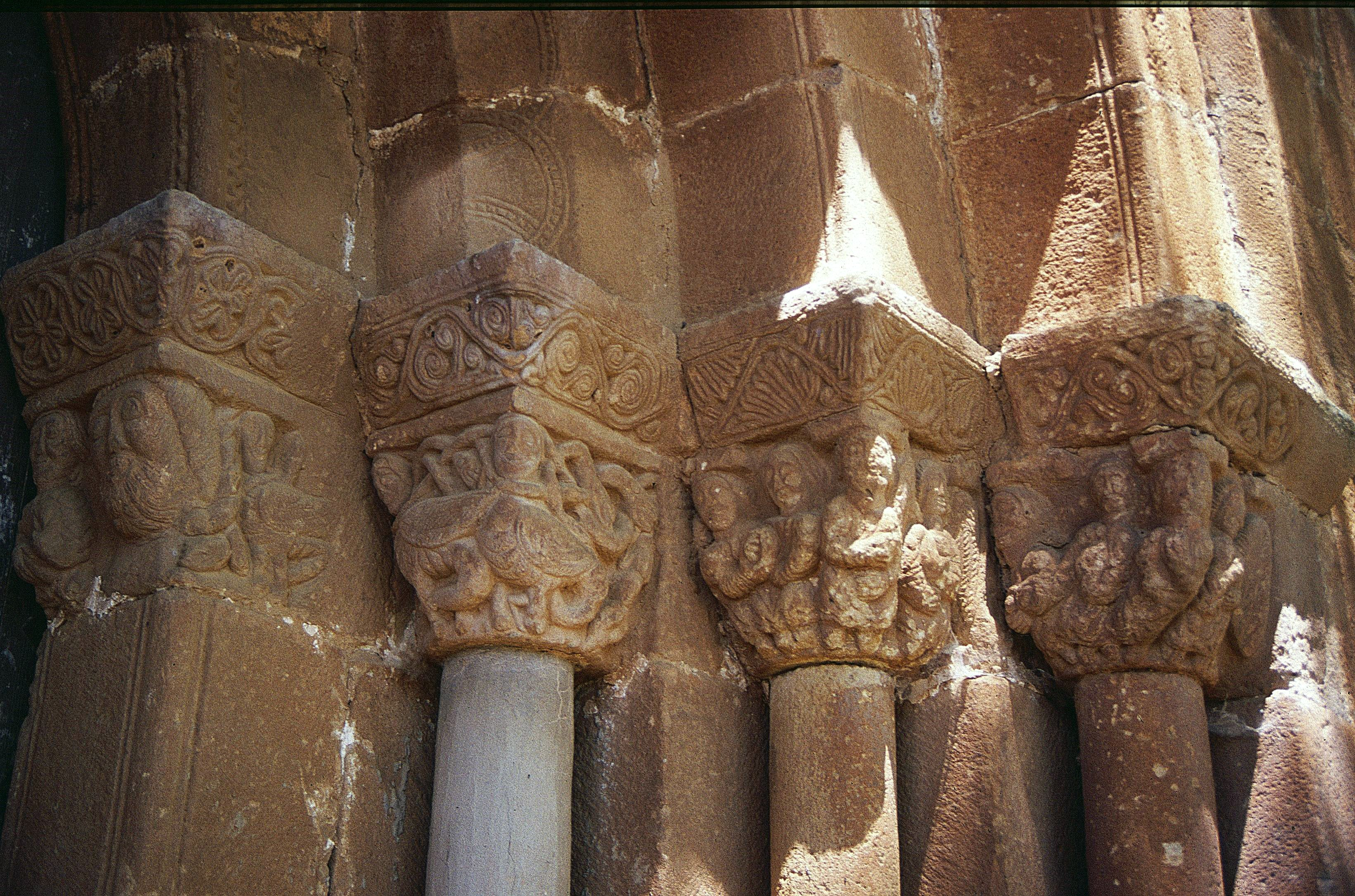